# 운천역 (파주)
운천역(Uncheon station, 雲泉驛)은 경기도 파주시 문산읍 운천리에 있는 경의선의 철도역이다.

## 개요
이 역은 경의선 복원공사로 문산 ~ 도라산 구간이 복원된 뒤 문산역과 임진강역으로부터 멀리 떨어진 운천리와 마정리 주민의 교통 편의를 위해 2004년 10월 31일에 임시승강장으로 신설된 역이다.
문산 이북 구간의 전철화 사업을 진행하면서 폐역할 예정이었지만, 역 근처의 당동지구를 개발하게 되자 폐역하지 않고 파주시에서 비용을 부담하여 역사를 신축하기로 했다. 이에 따라 잠시 영업을 중단한 후, 2022년 12월 17일에 신 역사를 완공했다. 신축 역사도 단선 승강장을 유지하며, 문산 - 임진강 셔틀 전동열차가 정차한다.

## 연혁
- 2004년 10월 31일 : 임시승강장으로 영업 개시[3]
- 2014년 5월 1일 : 통근열차 운행 중지
- 2014년 5월 4일 : 평화열차 운행 개시
- 2019년 10월 2일 : 평화열차 운행 중지[4]
- 2022년 12월 17일 : 신 역사 개통[5]

### 승강장
승강장에 스크린도어가 설치되어 있다.
| ↑ 문산   |
|          |
| 임진강 ↓ |

| 1 | ● 수도권 전철 경의·중앙선 |  | 임진강 · 문산.도라산 방면 |

## 인접한 역
| 경의선           | 경의선                                         | 경의선         |
| ---------------- | ---------------------------------------------- | -------------- |
| K337 임진강 방면 | ● 수도권 전철 경의·중앙선 문산-임진강 셔틀열차 | K335 문산 방면 |

## 승차량 변동
| 역 노선    | 역 노선 | 일평균 인원수 (명/일) | 일평균 인원수 (명/일) | 일평균 인원수 (명/일) | 일평균 인원수 (명/일) | 주 석 |
| 역 노선    | 역 노선 | 2020년                | 2021년                | 2022년                | 2023년                | 주 석 |
| ---------- | ------- | --------------------- | --------------------- | --------------------- | --------------------- | ----- |
| 경의중앙선 | 승차    | 미개통                | 미개통                | 19                    | 7                     | [ 6 ] |
| 경의중앙선 | 하차    | 미개통                | 미개통                | 15                    | 5                     | [ 6 ] |